# Micrarionta
Micrarionta é um género de gastrópode  da família Helminthoglyptidae.
Este género contém as seguintes espécies:
- Micrarionta facta
- Micrarionta feralis
- Micrarionta gabbii
- Micrarionta opuntia